# Zatoka Kuwejcka
Zatoka Kuwejcka (arab. ‏جون الكويت‎, Jūn al-Kuwayt) – zatoka w Kuwejcie o wymiarach ok. 15 na ok. 40 km. Stanowi część Zatoki Perskiej. Została uformowana przez dawne ujście rzeki Eufrat (pozostałością po nim jest wyspa Dżazirat Bubijan). Zatoka Kuwejcka jest stosunkowo płytka i położone są nad nią najważniejsze porty kraju (w południowej części), w tym stolica. W całości jest administrowana przez Kuwejt. Kształt zatoki to elipsa głęboko wcinająca się w głąb lądu o mało urozmaiconym brzegu na północy i bardziej poszarpanej linii brzegowej na południu z czterema wyraźnymi półwyspami. Dzięki temu długość jej brzegu stanowi połowę długości całego wybrzeża Kuwejtu. Dostęp do zatoki w pewnej odległości od niej osłania wyspa Dżazirat Fajlaka. Charakteryzuje się dość dużym zanieczyszczeniem i powolną wymianą wód.